# Cassandra Sandsmark
Cassandra "Cassie" Sandsmark est une super-héroïne de l'univers DC Comics. Créée par John Byrne, et apparue pour la première fois dans Wonder Woman vol.2 #105 (Janvier 1996), il s'agit de l'actuelle Wonder Girl, troisième du nom.

## Publication
Cassandra Sandmark est d'abord apparue en tant que personnage secondaire adjuvant de Wonder Woman. Elle est ensuite apparue en tant que membre de groupes dans Young Justice et Teen Titans. Sans avoir sa propre série, elle est récemment apparue en tant qu'adjuvant dans 52, Supergirl et la nouvelle série de Wonder Woman. Enfin, en 2007, elle est apparue dans la série limitée Wonder Girl :Champion, écrite par J.Torres et illustrée par Sanford Greene et Nathan Massengill.

## Biographie fictive
Cassandra est la seconde à être appelée Wonder Girl, la première étant Donna Troy.

Cassandra était la fille du docteur Helena Sandmark, une archéologue avec qui Wonder Woman avait travaillé, et du Dieu Grec Olympien Zeus. Durant un combat contre un clone de Doomsday, puis un autre combat avec Decay, elle se créa un costume et usa de divers objets magiques (comme le gantelet d'Atlas ou les sandales d'Hermès) pour aider Wonder Woman, à l'horreur de sa mère. Plus tard, elle eut l'opportunité de faire à son père une requête, et lui réclama de véritables super-pouvoirs. Zeus accepta, mais donna au Dr. Sandmark la faculté de les désactiver. Cependant, Helena finit par accepter le désir de sa fille de devenir une super-héroïne, et n'utilisa que rarement, voire jamais, cette faculté.
Cassandra idolâtrait Donna Troy, la première Wonder Girl, au point de porter une perruque noire alors qu'elle était blonde, cachant ainsi en plus son identité avec plus d'efficacité. Donna lui fit cadeau de son costume de Wonder Girl, mais Cassie, craignait de le porter. Elle fut entraînée par Artemis, l'ancienne mentor de Wonder Woman. En tant que Wonder Girl, elle rejoignit le groupe Young Justice en raison de ses sentiments pour Superboy, et devint amie avec Arrowette, Secret et Empress. 

Vers la fin de la série Young Justice, Cassandra devint la chef du groupe après avoir battu Robin à une élection.
Cependant, Young Justice fut dissoute un peu plus tard, et Donna Troy fut tuée par un Superman androïde devenu mauvais, laissant Cassandra dans un état de choc et causant la dissolution de Young Justice et des Teen Titans.
Elle rejoignit plus tard, avec quelques anciens membres de la Young Justice, la nouvelle incarnation des Teen Titans, et reçut un lasso d'or en cadeau de la part d'Ares, dieu grec de la Guerre et ennemi fréquent de Wonder Woman et des Amazones. Bien qu'en apparence similaire au lasso de Wonder Woman, celui de Cassandra renvoie la lumière de Zeus lorsqu'elle est en colère. Par la suite, Ares est apparu plusieurs fois à Cassandra, généralement pour l'avertir de "la Guerre à venir". Durant le temps passé parmi les Titans, Cassandra développa une relation avec Superboy, pour qui elle avait déjà des sentiments dans Young Justice.
Dans Titans Tomorow, les Teen Titans sont projetés de dix ans dans le futur, et son confrontés à des versions futures possibles d'eux même. Dans ce futur, Cassandra avait hérité du titre de Wonder Woman après la mort de Diana durant Crisis. Elle était aussi appelée "La championne d'Ares", et poursuivait sa relation avec Connor Kent, l'ancien Superboy devenu Superman. Aucune précision n'était faite quant à savoir s'ils étaient mariés ou non.
Ce fut aussi durant le temps passé chez les Titans, qu'elle découvrit qu'elle était la fille de Zeus, sa mère comme Zeus lui ayant caché cela au départ. Sa mère lui avait prétendu que son père biologique était mort, et Wonder Woman, bien qu'au courant, ne lui avait rien dit. Dans "The Insider", elle se fit posséder par Lex Luthor et affronta Superboy, qui la vainquit pour la libérer. Bien qu'elle ne se soit vite remise par la suite, Superboy s'est alors retiré dans sa ferme à Smallville, et se montra plus tendu par la suite concernant leur relation jusqu'aux évènements d'Infinite Crisis.
Durant une bataille contre Brother Blood lors d'Infinite Crisis, Wonder Girl se rendit compte que ses pouvoirs variaient, et, parfois, disparaissaient entièrement. malgré cela, elle intervint pour aider Superboy lors qu'il fut presque tué par Superboy-Prime. Après l'avoir sauvé, elle infiltra avec les autres Titans un laboratoire de LexCorp pour trouver un moyen de le soigner. Pendant que les autres Titans partirent s'occuper de la ville, elle resta près de lui, et lorsqu'il se réveilla, parla avec lui du temps qu'ils avaient passé ensemble. Superboy emmena ensuite Cassandra à Smallville, et, craignant que ce ne soit leur dernière nuit, coucha avec elle.
Ares apparut ensuite une fois de plus à Cassandra, et lui expliqua que la perte de ses pouvoirs était due à Zeus, qui les lui reprenait alors qu'il quittait le plan des mortels. Ares offrit de lui rendre ses pouvoirs si elle devenait sa championne et le reconnaissait comme son frère, ce qu'elle accepta. Ses pouvoirs revenus, elle rejoignit Nightwing et Superboy dans le nord pour l'assaut final sur la tour d'Alexander Luthor. Superboy se sacrifia pour détruire la tour et vaincre Superboy-Prime, puis mourut dans les bras de Cassandra.

### Renaissance DC
Dans le nouvel univers DC, créé lors du New 52 en septembre 2011, Cassandra est membre des Teen Titans.

## Pouvoirs
Au départ, Cassandra tirait ses pouvoirs d'objets magiques d'Artemis, tels que le Gantelet d'Atlas ou les sandales d'Hermes, qui lui donnaient respectivement une force et une capacité de vol surhumaines. Zeus lui donna par la suite de véritables pouvoirs, incluant le pouvoir de voler, une force, une vitesse, une agilité et une résistance surhumaine (bien que cela reste obscur, il semblerait qu'il ait en réalité réveillé des pouvoirs qu'elle possédait déjà). Découragé par l'arrogance de ses enfants précédents (Héraclès et Arès), il prit la précaution de permettre à la mère de Cassandra de désactiver les pouvoirs de sa fille par simple contact.
Peu après qu'elle a rejoint les Teen Titans, Arès se rapprocha d'elle et lui offrit son propre lasso d'or. Contrairement à celui de Wonder Woman, celui de Cassie est une arme pouvant projeter la lumière de Zeus. Lorsqu'elle commença à prendre ses pouvoirs, il lui offrit de lui donner des siens, lui affirmant qu'elle deviendrait « plus forte qu'elle ne l'avait jamais été ». Grâce à cela, elle récupéra ses anciens pouvoirs, en plus puissant à priori  (dans One Year Later, elle réussit à attraper un jet en train de s'écraser, et se surprend en le faisant).